# Xarxa d'Emissores Municipals Valencianes
La Xarxa d'Emissores Municipals Valencianes (XEMV) és una entitat que agrupa a les emissores de ràdio municipals del País Valencià. Va nàixer en 2007 i va arribar a agrupar 13 emissores, si bé posteriorment el número es reduiria i n'arribaren a ser únicament cinc, sobretot perquè algunes de les ràdios foren suprimides pels seus ajuntaments, com el cas de l'Emissora d'Aldaia. En febrer de 2016 es va fer una reunió a Mislata on es va donar-se un nou impuls al col·lectiu que podria arribar a agrupar a 20 emissores.
Aquell nou impuls va desenvocar en una nova posada en marxa, com a ens depenent de la FVMP. En un acte celebrat al MuVIM el 20 d'abril de 2017, la XEMV va agrupar una trentena d'emissores.
Va ser impulsada originàriament per les emissores d'Albal, Almàssera, Aldaia, Burjassot, l'Eliana, Altea, Picassent, Pego, Benicarló, Alaquàs, Castelló de la comarca de la Ribera Alta i Godella. Inicialment, la Xarxa era un acord entre els i les responsables de les diferents emissores de titularitat pública. Més avant es va convertir en un conveni entre consistoris. La col·laboració consisteix en l'intercanvi de programes entre cada cadena, i des de 2017, també inclou servei tècnic i formació per al personal.
En l'actualitat (2021) i, en cadena, desenvolupen el programa "El Rall" que s'emet a la ràdio d'Àpunt.
La Xarxa d'Emissores Municipals Valencianes està presidida per la periodista valenciana, Pilar Moreno.